# Альфа Вовка
Альфа Вовка (α Вовка), також відома як Уридім — блакитний гігант і найяскравішою зорею в південному сузір'ї Вовк. Її зоряна величина становить 2.3, що робить її видимою неозброєним оком навіть в районах з високим рівнем світлового забруднення. За результатами вимірювань паралакса, проведених місією Гіппаркос, Альфа Вовка знаходиться на відстані близько 460 світлових років (або 140 парсеків) від Сонця. Ця зоря одна з найближчих потенційних кандидатів на наднову.

## Характеристики
Альфа Вовка — це блакитний гігант спектрального класу B1.5 III. Вона має масу, що приблизно вдесятеро перевищує масу Сонця та світить у 18 000 разів яскравіше. Температура її зовнішніх шарів становить близько 24 550 К, що надає зорі характерного блакитно-білого сяйва, типової ознаки зір спектрального класу B. У 1956 році астроном Бернард Пейджел з колегами виявив, що Альфа Вовка є змінною зорею типу Бета Цефея. Це означає, що вона періодично змінює свою яскравість через пульсації в атмосфері. Цикл таких змін триває приблизно 7 годин і 6 хвилин (або 0,29585 доби), а амплітуда змін становить близько 5 % від загальної яскравості. Поруч з Альфою Вовка, на відстані 26 кутових секунд, спостерігається зоря 14-ї величини, яка в деяких каталогах подвійних систем позначена як можлива зоря-супутник. Однак поки що немає остаточних доказів того, що вони фізично пов'язані між собою.

## Номенклатура
Номенклатура α Вовка (Альфа Вовка) — це позначення зорі в системі Байєра.
У китайській астрономії Кекуан (騎官, Qí Guān), що в перекладі означає «Імператорські охоронці», відноситься до астеризму, який складається з зір α Вовка, γ Вовка, δ Вовка, κ Центавра, β Вовка, ε Вовка, μ Вовка, π Вовка та ο Вовка. Відповідно, китайська назва α Вовка — 騎官十 (Qí Guān shí), що в перекладі означає «Десята зірка Імператорських охоронців».
Астроном Р. Х. Аллен описав цю зорю під китайською назвою Ян Мун (南門), що перекладається як «Південні ворота». Це знаходиться в китайському палаці Рогів і складається з α та ε Центавра. Аллен також вказав, що вавилонська назва цієї зорі була «Яккаб Су-губ Гуд-Елім», що означає «Зоря Лівої Руки Рогатого Бика».